# Kraft Myle
Kraft Myle (auch Kraft Miles, Crato Melles, Kraft I., Krato I., Crato I.; geboren um 1480 in Hungen; gestorben 10. März 1556 in Hersfeld) war von 1516 bis 1556 Abt der Reichsabtei Hersfeld.

## Leben
Kraft Myle wurde um 1480 in Hungen im heutigen Landkreis Gießen geboren. Etwa um 1500 trat er als Novize in die Abtei Hersfeld ein. Zu seinen Vorfahren und seiner Ausbildung ist nichts weiter bekannt. Zu dieser Zeit war die einstmalige Macht der Reichsabtei sehr zurückgegangen. Nach einer Niederlage in einem Prozess vor dem Reichskammergericht gegen die Stadt Hersfeld war auch die finanzielle Situation der Abtei zerrüttet. Bereits 1432 hatte der damalige Abt Albrecht von Buchenau einem Erbschutzvertrag mit den Landgrafen von Hessen zustimmen müssen, der in der Folgezeit mehrfach erneuert wurde. 1513 versuchte Hartmann II. von Kirchberg, der damalige Fürstabt der Reichsabtei Fulda, die beiden Abteien zusammenzuführen. Der damalige Hersfelder Abt Volpert Riedesel zu Bellersheim verzichtete zugunsten von Abt Hartmann auf sein Amt und wurde mit der fuldischen Propstei Neuenberg abgefunden. Abt Hartmann ließ sich die Vereinigung von Kaiser Maximilian I. und Papst Leo X. im Mai 1513 genehmigen und im Schloss Eichhof vom Hersfelder Kapitel huldigen. Kraft Myle verweigerte in dieser Situation als einziges Mitglied des Kapitels die Huldigung. Die hessische Landgräfin Anna von Mecklenburg, die zu dieser Zeit als Vormund für ihren Sohn, Philipp regierte, und die Stadt Hersfeld widersprachen ebenfalls der Übernahme durch Fulda.
In der Folge wählte das Hersfelder Kapitel zunächst 1515 Ludwig IV. von Hanstein zum Gegenabt, worauf Hartmann von Fulda ein Jahr später im März 1516 resignierte.  Ludwig von Hanstein, nun als Hersfelder Abt Ludwig IV., starb jedoch bereits drei Monate später, noch bevor er durch Kaiser und Papst als Hersfelder Abt bestätigt worden war. Daraufhin wählte das Kapitel Kraft Myle als Verfechter der Hersfelder Eigenständigkeit zum neuen Abt. Er war der erste Hersfelder Abt bürgerlicher Herkunft. Myle war ein Kompromisskandidat, nachdem die Landgräfin Anna sich mit ihrem Versuch, einen Vertreter der Bursfelder Kongregation wählen zu lassen ebenso wenig durchsetzen konnte, wie Georg von Weitershausen, Propst der Hersfelder Klöster Frauensee und Cornberg, der vom Hersfelder Stadtrat und dem Kapitel favorisiert worden war.
Als Abt nannte sich Kraft Myle nun Crato I., die gräzisierte Form seines Vornamens. Eine seiner ersten Amtshandlungen war der Abschluss eines erneuerten Erbschutzvertrags, in dem unter anderem festgelegt wurde, dass die Abtei Hersfeld dauerhaft eigenständig bleiben müsse und jeder neue Abt der Zustimmung des hessischen Landgrafen bedürfe. Der Erbschutzvertrag führte allerdings dazu, dass der Abtei gegen Ende der Amtszeit von Abt Crato auf Reichstagen die Reichsstandschaft und das Stimmrecht im Reichsfürstenrat bestritten wurde. Insbesondere stießen sich andere Reichsabteien daran, dass die Abtei inzwischen weitgehend evangelisch geworden war und de facto unter der Herrschaft des Landgrafen stand. Abt Crato und seinem Nachfolger gelang es jedoch, das Stimmrecht im Reichsfürstenrat zu behaupten.
1521 kam Martin Luther auf der Rückreise vom Reichstag zu Worms durch das Gebiet der Reichsabtei. Abt Crato I. begrüßte ihn am Schloss Eichhof, der Sommerresidenz der Hersfelder Äbte, und geleitete ihn zum Stadttor, wo ihn Bürgermeister und Rat empfingen. Luther predigte auf Bitten des Abtes am frühen Morgen des 2. Mai 1521 in der Hersfelder Stiftskirche entgegen der Auflage, die für sein freies Geleit bestand und ihm zu predigen untersagte. Martin Luther begründete den Verstoß gegen die Auflage damit, dass das Wort Gottes nicht durch menschliche Bedingungen gebunden werden dürfe. Auf der Weiterreise geleitete der Abt Luther noch vor die Stadt und ließ ihn durch seinen Kanzler bis zur Grenze des Stiftsgebiets bei Berka/Werra begleiten. In der Folgezeit konnte sich die Reformation im Stiftsgebiet ausbreiten. Bereits vor Luthers Besuch begann der Hersfelder Stadtpfarrer Heinrich Fuchs im lutherischen Sinne zu predigen und heiratete kurz nach dem Besuch als einer der ersten Priester. Zusammen mit Melchior Rinck forcierte Fuchs die Reformation in der Stadt, beide kritisierten in ihren Predigten die bisherigen kirchlichen Lehren immer schärfer. Crato I. entließ beide Prediger schließlich Ende 1523 unter stillschweigender Zustimmung des Hersfelder Rats. Aufgebrachte Anhänger der beiden stürmten daraufhin Häuser und Besitzungen der Abtei in der Stadt und zwangen den Abt zur Zurücknahme der Entlassungen. Erst mit Hilfe von Landgraf Philipp I. waren der Abt und der Rat in der Lage, die Ausweisung von Fuchs und Rinck aus dem Hersfelder Stiftsgebiet durchzusetzen.
Während des Bauernkriegs kam es 1525 auch im Stiftsgebiet zu Plünderungen und Übergriffen. Abt Crato musste, wie auch Johann III., der Koadjutor von Fulda, die Zwölf Artikel der aufständischen Bauern anerkennen. Landgraf Philipp I. nutzte die Gunst der Stunde, besiegte die Bauern und vertrieb sie aus den Stiftsgebieten. Zum Ausgleich der entstandenen Kosten musste ihm Crato Teile des verbliebenen Stiftsbesitzes zunächst temporär überschreiben, was die Abhängigkeit der Abtei vom Landgrafen als ihrem Erbschutzherrn weiter verstärkte. Philipp führte als Schutzherr der Abtei in ihrem Gebiet in der Folge auch die Reformation ein. Abt Crato blieb jedoch, wie auch sein Kapitel, formell katholisch, trotz seiner Sympathien für die lutherische Lehre. Im Jahr 1550 musste Crato einem weiteren Vertrag mit dem Landgrafen zustimmen, mit dem die Hälfte der Stadt Hersfeld zunächst vorübergehend (sein Nachfolger musste dann einer dauerhaften Übertragung zustimmen) in hessischen Besitz überging. Anfang 1556 übergab Abt Crato nach vierzig Jahren Herrschaft die Amtsgeschäfte an den von ihm 1554 zum Koadjutor erhobenen Michael Landgraf und starb kurz darauf. Er wurde in der Stiftskirche beigesetzt. Sein Grab ist nicht erhalten, lediglich die Inschrift der Grabplatte ist überliefert. Am ehemaligen Amtshof der Abtei in Niederaula ist noch das Wappen von Crato I. erhalten.